# Украинская эмиграция

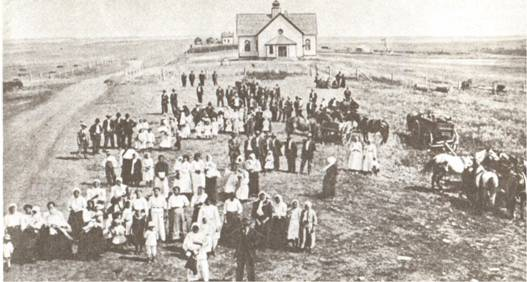
Украинские переселенцы в США (Северная Дакота, кон. XIX в.)

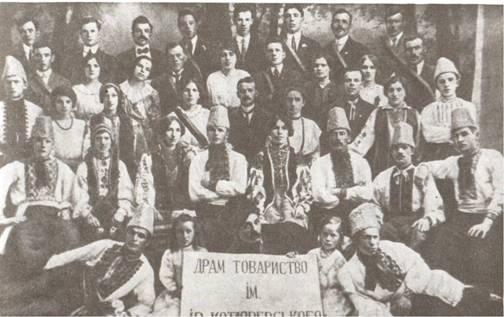
Драматическое общество им. И. Котляревского (Канада, Виннипег, 1914)

Украи́нская эмигра́ция — процесс переселения украинцев за пределы этнических земель (Украины). Массовые переселения украинцев начинаются во второй половине — в конце XIX века. Традиционно выделяют пять волн украинской эмиграции. По оценкам Всемирного конгресса украинцев, вне исторической родины по состоянию на 2017 год проживает 20 млн украинцев и людей украинского происхождения.

## Первая волна
1-я волна началась с последней четверти XIX в. и длилась до начала Первой мировой войны. Массовая трудовая эмиграция в США началась в 1877 году, в Бразилию — в 1880-х годах, в Канаду — в 1891 году, в Сибирь — в 1905—1907 годах. Кроме того, выезжали и в Аргентину, Австралию и Новую Зеландию. Эта волна была обусловлена аграрной перенаселённостью некоторых украинских территорий.
«Первым украинцем» в США называют Агапия Гончаренко, православного священника, ставшего эмигрантом по политическим причинам. Период между 1877 и 1899 годами называют временем «первой волны» массовой украинской иммиграции в США, численность которой составляла от 150 до 200 тысяч человек. Среди украинских эмигрантов этого периода преобладали подданные Австро-Венгрии (из Закарпатья, Буковины и Лемковщины), но в США эмигрировали и украинцы из Российской империи (из Волынской, Екатеринославской, Киевской, Херсонской, Подольской губерний). С 1899 по 1914 год в США иммигрировало ещё от 250 до 300 тыс. украинцев, при этом основной страной эмиграции оставалась Австро-Венгрия. C 1897 по 1914 год также приблизительно 14 тыс. украинцев эмигрировали в Аргентину и Бразилию.

## Вторая волна
2-я волна пришлась на межвоенный период (1918—1939) и была обусловлена совокупностью социально-экономических и политических причин. Среди эмигрантов были землевладельцы, торговцы, служащие, священнослужители. Они выезжали в Польшу, Чехословакию, Австрию, Румынию, Болгарию, Германию, Францию, США, Канаду и другие республики СССР.
При этом те жители Украины, которые не приняли Советской власти (или польской государственности в Западной Украине) эмигрировали в европейские страны. Ядро этой украинской политической эмиграции составляли государственные деятели Украинской Народной Республики (УНР) и участники её военных формирований.

## Третья волна
3-я волна возникла в конце Великой Отечественной войны. Это были преимущественно «перемещённые лица» из лагерей в британской, американской и французской оккупационных зон Германии и Австрии. Значительную часть составляли те, кто силой был вывезен на работы в Германию. Другую значительную часть составляли многочисленные представители украинского националистического движения и коллаборационистов. Большинство эмигрировали в Канаду, США, Великобританию, Западную Германию, Австралию, Бразилию, Аргентину, Францию. Только в США в 1947-1955 годах из лагерей для «перемещенных лиц» из Европы прибыло около 80 тыс. украинцев.

## Четвёртая волна
4-я волна началась в конце 1980-х годов. Главной причиной эмиграции послужило экономически тяжёлое положение в СССР и независимой Украине. На временную работу и в эмиграцию выехало около 5 млн человек в Россию, страны Европы и Северной Америки, Израиль.

## Пятая волна
Основная статья: Миграционный кризис, вызванный вторжением России на Украину
5-я волна эмиграции началась в связи с вторжением России в Украину. Стремясь к безопасности, украинские граждане массово выезжали в Польшу, Венгрию, Словакию, Румынию и Молдавию. Из-за осложнений в организации гуманитарных коридоров для выхода из окружённых ВС РФ городов, многие украинцы выезжали на подконтрольную РФ территорию. К июню 2022 года Украину покинули более 8 миллионов человек. После окончания Второй мировой войны миграция в Европу достигла огромных масштабов. Большинство беженцев прибыли в соседние страны Центральной и Восточной Европы (Польшу, Румынию, Венгрию, страны Балтии).